# Dyskografia Demi Lovato
Dyskografia amerykańskiej piosenkarki Demi Lovato składa się z siedmiu albumów studyjnych, pięciu minialbumów, pięćdziesięciu sześciu singli, piętnastu singli promocyjnych oraz czterdziestu siedmiu teledysków. Do sierpnia 2023 roku, Lovato na terenie Stanów Zjednoczonych sprzedała 23,9 milionów piosenek oraz 9,7 miliona albumów, a jej piosenki otrzymały 7,7 miliarda odtworzeń w serwisach streamingowych. 
Po podpisaniu kontraktu z Hollywood Records w 2008 roku, piosenkarka wydała swój debiutancki solowy singiel, "Get Back", który dotarł do 43 miejsca listy Billboard Hot 100. Debiutancki album Lovato, Don't Forget, zadebiutował na drugim miejscu listy Billboard 200. Płyta promowana była jeszcze przez dwa kolejne single, "La La Land" oraz "Don't Forget", które trafiły do pierwszej pięćdziesiątki zestawienia Billboardu. Drugi studyjny album Demi, Here We Go Again wydany w lipcu 2009 roku, zadebiutował na szczycie zestawienia Billboard 200. Piosenkarka tym samym stała się jedną z nielicznych osób z albumem, który dotarł do pierwszego miejsca amerykańskiej listy albumów, przed ukończeniem 18 roku życia (Lovato miała wtedy 16 lat) Wydawnictwo promowane było dwoma singlami, "Here We Go Again" oraz "Remember December", pierwszy z nich dotarł na piętnaste miejsce listy Billboard Hot 100 oraz osiągnął status platynowej płyty w USA.
Trzeci studyjny album wokalistki, Unbroken, został wydany we wrześniu 2011 roku. Płyta zadebiutowała na czwartym miejscu w Stanach Zjednoczonych, a single ją promujące, "Skyscraper" i "Give Your Heart a Break" osiągnęły sukces komercyjny. Pierwszy z nich dotarł do pierwszej dziesiątki list przebojów w USA i Wielkiej Brytanii. Z kolei "Give Your Heart a Break" uzyskał status czterokrotnie platynowej płyty w Stanach Zjednoczonych oraz dotarł do szesnastego miejsca zestawienia Billboardu. Czwarty studyjny album Lovato, Demi, został wydany w maju 2013 roku. Zadebiutował na trzecim miejscu zestawienia w USA, a także na pierwszym miejscu w Kanadzie i Brazylii oraz w pierwszej dziesiątce w Wielkiej Brytanii. Pierwszy singiel z albumu, "Heart Attack", dotarł do pierwszej dziesiątki zestawień m.in. w USA i Wielkiej Brytanii. W Stanach, utwór uzyskał status pięciokrotnie platynowej płyty. Czwarty krążek piosenkarki promowały jeszcze trzy kolejne single, "Made In The USA", "Neon Lights" oraz "Really Don’t Care", z czego pierwszy uzyskał status złotej, a dwa kolejne podwójnej platynowej płyty w USA.
Po podpisaniu kontraktu z Island Records, Lovato w październiku 2015 roku wydała piąty studyjny albumu, Confident. Wydawnictwo zadebiutowało na drugim miejscu listy Billboard 200 oraz uzyskało status platynowej płyty w Stanach Zjednoczonych. Płyta promowana była trzema singlami. Pierwszy z nich, "Cool For The Summer" uzyskał status potrójnie platynowej płyty W USA, gdzie dotarł do 11 miejsca w zestawieniu Billboardu. Dwa kolejne single, "Confident" oraz "Stone Cold" osiągnęły kolejno status czterokrotnie platynowej oraz platynowej płyty według RIAA. We wrześniu 2017 roku, Lovato wydała szósty studyjny album Tell Me You Love Me. Płyta zadebiutowała na trzecim miejscu rankingu Billboard 200, a także w pierwszej dziesiątce zestawień m.in. w Kanadzie, Australii czy Wielkiej Brytanii. W Stanach album uzyskał status platynowej płyty. Singiel poprzedzający wydanie albumu, "Sorry Not Sorry" dotarł do szóstego miejsca listy Billboard Hot 100, tym samym stając się najwyżej notowanym w USA utworem w karierze piosenkarki. Piosenka na terenie Stanów Zjednoczonych uzyskała status siedmiokrotnie platynowej płyty. Drugim singlem z albumu był utwór "Tell Me You Love Me", który do tej pory uzyskał status podwójnej platynowej płyty w USA. W 2018 roku, piosenkarka wydała wspólny projekt z grupą Clean Bandit, "Solo". Piosenka odniosła duży sukces komercyjny, szczególnie w Europie, gdzie dotarła do pierwszego miejsca list przebojów w piętnastu krajach, m.in. Wielkiej Brytanii, Irlandii, Niemczech czy w Polsce, gdzie singiel uzyskał status diamentowej płyty. W Wielkiej Brytanii piosenka osiągnęła status podwójnej platynowej płyty, a w Stanach Zjednoczonych uzyskała platynową płytę.
W 2021 roku został wydany siódmy studyjny album, Dancing With The Devil... The Art Of Starting Over. W 2022 piosenkarka wydała ósmy studyjny album, Holy Fvck. W 2023 roku został wydany remix album, Revamped, zawierający największe hity gwiazdy w formie rockowej.

## Albumy

### Albumy studyjne
| Nazwa                                              | Informacje dot. albumu                                                                                  | Najwyższe pozycje | Najwyższe pozycje | Najwyższe pozycje | Najwyższe pozycje | Najwyższe pozycje | Najwyższe pozycje | Najwyższe pozycje | Najwyższe pozycje | Najwyższe pozycje | Certyfikaty                                                                      | Sprzedaż      |
| Nazwa                                              | Informacje dot. albumu                                                                                  | US                | AUS               | CAN               | GER               | IRL               | NZ                | POL               | SPA               | UK                | Certyfikaty                                                                      | Sprzedaż      |
| -------------------------------------------------- | --- | ----------------- | ----------------- | ----------------- | ----------------- | ----------------- | ----------------- | ----------------- | ----------------- | ----------------- | -------------------------------------------------------------------------------- | ------------- |
| Don't Forget                                       | - Wydany: 23 września 2008 - Wytwórnia: Hollywood - Format: CD, digital download                        | 2                 | 161               | 9                 | –                 | 84                | 34                | 43                | 13                | 192               | - RIAA: Złoto                                                                    | - US: 551,000 |
| Here We Go Again                                   | - Wydany: 21 lipca 2009 - Wytwórnia: Hollywood - Format: CD, digital download                           | 1                 | 40                | 5                 | –                 | –                 | 10                | –                 | 35                | 199               | - RIAA: Złoto                                                                    | - US: 516,000 |
| Unbroken                                           | - Wydany: 20 września 2011 - Wytwórnia: Hollywood - Format: CD, digital download                        | 4                 | 20                | 4                 | 61                | 44                | 3                 | –                 | 24                | 45                | - RIAA: Złoto                                                                    | - US: 532,000 |
| Demi                                               | - Wydany: 14 maja 2013 - Wytwórnia: Hollywood - Format: CD, digital download                            | 3                 | 14                | 1                 | 39                | 5                 | 7                 | 45                | 3                 | 10                | - RIAA: Złoto - BPI: Złoto - IFPI DEN: Złoto - IFPI NOR: Platyna - MC: Złoto     | - US: 490,000 |
| Confident                                          | - Wydany: 16 października 2015 - Wytwórnia: Hollywood, Island, Safehouse - Format: CD, digital download | 2                 | 3                 | 1                 | 23                | 3                 | 2                 | –                 | 4                 | 6                 | - RIAA: Platyna - BPI: Srebro - IFPI DEN: Złoto - IFPI NOR: Platyna - POL: Złoto | - US: 245,000 |
| Tell Me You Love Me                                | - Wydany: 29 września 2017 - Wytwórnia: Island, Hollwyood, Safehouse - Format: CD, LP, digital download | 3                 | 8                 | 4                 | 32                | 7                 | 6                 | 32                | 4                 | 5                 | - RIAA: Platyna - BPI: Złoto - IFPI DEN: Złoto - IFPI NOR: Platyna - MC: Złoto   | - US: 249,000 |
| Dancing With The Devil... The Art Of Starting Over | - Wydany: 2 kwietnia 2021 - Wytwórnia: Island - Format: CD, LP, kaseta, digital download                | 2                 | 8                 | 6                 | 12                | 8                 | 12                | 28                | 9                 | 2                 |                                                                                  |               |
| "–" oznacza brak pozycji na liście                 | |                   |                   |                   |                   |                   |                   |                   |                   |                   |                                                                                  |               |

### Minialbumy
| Nazwa                            | Informacje dot. albumu                                                                  |
| -------------------------------- | --------------------------------------------------------------------------------------- |
| iTunes Live from London          | - Wydany: 17 maja 2009 - Wytwórnia: Hollywood - Formats: Digital download               |
| Live Walmart Soundcheck          | - Wydany: 10 listopada 2009 - Wytwórnia: Hollywood - Format: CD, digital download       |
| Live in London                   | - Wydany: 1 stycznia 2014 - Wytwórnia: Hollywood - Format: Streaming                    |
| Spotify Sessions (Live from NYC) | - Wydany: 8 stycznia 2016 - Wytwórnia: Hollywood, Island, Safehouse - Format: Streaming |
| Spotify Singles                  | - Wydany: 13 grudnia 2017 - Wytwórnia: Island - Format: Streaming                       |

## Single

### Jako artysta solowy
| Nazwa                                           | Rok  | Najwyższa pozycja | Najwyższa pozycja | Najwyższa pozycja | Najwyższa pozycja | Najwyższa pozycja | Najwyższa pozycja | Najwyższa pozycja | Najwyższa pozycja | Najwyższa pozycja | Najwyższa pozycja | Certyfikat | Album                                             |
| Nazwa                                           | Rok  | US                | US Pop            | AUS               | CAN               | FRA               | GER               | IRL               | NZ                | SPA               | UK                | Certyfikat | Album                                             |
| ----------------------------------------------- | ---- | ----------------- | ----------------- | ----------------- | ----------------- | ----------------- | ----------------- | ----------------- | ----------------- | ----------------- | ----------------- | --- | ------------------------------------------------- |
| „This Is Me” (with Joe Jonas)                   | 2008 | 9                 | 22                | 46                | 16                | –                 | 36                | 27                | –                 | –                 | 33                | | Camp Rock                                         |
| „Get Back”                                      | 2008 | 43                | –                 | 93                | –                 | –                 | –                 | –                 | –                 | 54                | –                 | | Don't Forget                                      |
| „La La Land”                                    | 2009 | 52                | 93                | 76                | –                 | –                 | 82                | 30                | –                 | 65                | 35                | | Don't Forget                                      |
| „Don't Forget”                                  | 2009 | 41                | 62                | –                 | 76                | –                 | –                 | –                 | –                 | –                 | –                 | | Don't Forget                                      |
| „Here We Go Again”                              | 2009 | 15                | –                 | –                 | 61                | –                 | –                 | –                 | 38                | –                 | –                 | - RIAA: Platyna | Here We Go Again                                  |
| „Remember December”                             | 2010 | –                 | –                 | –                 | –                 | –                 | –                 | –                 | –                 | –                 | 80                | | Here We Go Again                                  |
| „Wouldn't Change a Thing” (featuring Joe Jonas) | 2010 | –[A]              | –                 | –                 | 90                | –                 | 28                | –                 | –                 | –                 | 71                | | Camp Rock 2: Wielki Finał                         |
| „Skyscraper”                                    | 2011 | 10                | 33                | 45                | 18                | –                 | 78                | 15                | 9                 | –                 | 7                 | - RIAA: Platyna - ARIA: Platyna - BPI: Złoto - RMNZ: Złoto | Unbroken                                          |
| „Give Your Heart a Break”                       | 2012 | 16                | 1                 | –                 | 19                | 162               | –                 | –                 | 9                 | –                 | 194               | - RIAA: 3x Platyna - RMNZ: Złoto | Unbroken                                          |
| „Heart Attack”                                  | 2013 | 10                | 4                 | 41                | 7                 | 69                | 93                | 3                 | 9                 | 34                | 3                 | - RIAA: 2x Platyna - ARIA: Złoto - BPI: Złoto - GLF: Platyna - IFPI DEN: Platyna - IRMA: Złoto - MC: 2x Platyna - RMNZ: Platyna | Demi                                              |
| „Made in the USA”                               | 2013 | 80                | 40                | –                 | –                 | –                 | –                 | 50                | –                 | –                 | 89                | | Demi                                              |
| „Let It Go”                                     | 2013 | 38                | –                 | 25                | 31                | 131               | 65                | 34                | 13                | –                 | 42                | - RIAA: 2x Platyna - ARIA: Platyna - BEA: Złoto - BPI: Srebro - FIMI: Złoto - GLF: Platyna - IFPI DEN: Złoto - IFPI NOR: Złoto - MC: Platyna - RMNZ: Platyna                                                                                   | Kraina Lodu                                       |
| „Neon Lights”                                   | 2013 | 36                | 5                 | –                 | 42                | –                 | –                 | 67                | 12                | –                 | 15                | - RIAA: Platyna - IFPI NOR: Platyna - RMNZ: Złoto | Demi                                              |
| „Really Don’t Care” (featuring Cher Lloyd)      | 2014 | 26                | 7                 | 81                | 24                | –                 | –                 | 82                | 36                | –                 | 92                | - RIAA: 2x Platyna - BPI: Srebro - IFPI NOR: Platyna | Demi                                              |
| „Cool for the Summer”                           | 2015 | 11                | 3                 | 20                | 14                | 64                | –                 | 18                | 9                 | 13                | 7                 | - RIAA: 2x Platyna - ARIA: Platyna - BPI: Złoto - FIMI: Złoto - GLF: Platyna - IFPI NOR: Platyna - MC: Platyna - RMNZ: Złoto - ZPAV: Platyna                                                                                                   | Confident                                         |
| „Confident”                                     | 2015 | 21                | 9                 | 35                | 26                | 104               | –                 | 68                | 27                | –                 | 65                | - RIAA: 3x Platyna - MC: Platyna - BPI: Złoto - ZPAV: Platyna | Confident                                         |
| „Stone Cold”                                    | 2016 | –[B]              | –                 | –                 | 79                | –                 | –                 | –                 | –                 | –                 | –                 | - RIAA: Platyna - BPI: Srebro - IFPI NOR: Złoto | Confident                                         |
| „Body Say”                                      | 2016 | 84                | –                 | –                 | 59                | 135               | –                 | –                 | –                 | –                 | 188               | - RIAA: Złoto | –                                                 |
| „Sorry Not Sorry”                               | 2017 | 6                 | 1                 | 8                 | 18                | 55                | 69                | 8                 | 6                 | 23                | 9                 | - RIAA: 5x Platyna - AFP: Platyna - ARIA: 2x Platyna - BPI: Platyna - BVMI: Złoto - FIMI: Platyna - IFPI DEN: Złoto - IFPI NOR: 2x Platyna - MC: 3x Platyna - RMNZ: Platyna                                                                    | Tell Me You Love Me                               |
| „Tell Me You Love Me”                           | 2017 | 53                | 19                | –                 | 32                | 58                | 91                | 92                | –                 | –                 | 85                | - RIAA: 2x Platyna - BPI: Srebro - IFPI NOR: Złoto - MC: Złoto | Tell Me You Love Me                               |
| „Échame la Culpa” (with Luis Fonsi)             | 2017 | 47                | –                 | 80                | 35                | 18                | 6                 | 40                | –                 | 1                 | 46                | - RIAA: 3x Platyna (Latin) - AFP: 2x Platyna - BEA: Platyna - BPI: Srebro - BVMI: Platyna - GLF: 2x Platyna - FIMI: 3x Platyna - IFPI AUT: Złoto - IFPI NOR: 2x Platyna - MC: Platyna - PROMUSICAE: 4x Platyna - SNEP: Platyna - ZPAV: Diament | Vida                                              |
| „Sober”                                         | 2018 | 47                | –                 | 50                | 48                | 90                | –                 | 34                | –                 | –                 | 63                | - RIAA: Złoto - BPI: Srebro | –                                                 |
| „Anyone”                                        | 2020 | 34                | –                 | –                 | 64                | –                 | –                 | 71                | –                 | –                 | –                 | | Dancing With The Devil... The Art Of Startng Over |
| „I Love Me”                                     | 2020 | 18                | 12                | 73                | 30                | –                 | 89                | 30                | –                 | –                 | 35                | - RIAA: Platyna | –                                                 |
| „I'm Ready” (with Sam Smith)                    | 2020 | 36                | 24                | 25                | 30                | 196               | 66                | 13                | 28                | –                 | 20                | - RIAA: Złoto - MC: Złoto | Love Goes                                         |
| „OK Not To Be OK” (with Marshmello)             | 2020 | 36                | 22                | 47                | 41                | –                 | –                 | 43                | –                 | –                 | 42                | | –                                                 |
| „Still Have Me”                                 | 2020 | –                 | –                 | –                 | –                 | –                 | –                 | –                 | –                 | –                 | –                 | | –                                                 |
| „Commander In Chief”                            | 2020 | –                 | –                 | –                 | –                 | –                 | –                 | –                 | –                 | –                 | –                 | | –                                                 |
| „What Other People Say” (with Sam Fisher)       | 2021 | –[C]              | –                 | 39                | 89                | –                 | –                 | 60                | 37                | –                 | 58                | | Dancing With The Devil... The Art Of Startng Over |
| „Dancing With The Devil”                        | 2021 | 56                | –                 | –                 | 49                | –                 | –                 | 46                | –                 | –                 | 50                | | Dancing With The Devil... The Art Of Startng Over |
| „Met Him Last Night” (featuring Ariana Grande)  | 2021 | 61                | 37                | 52                | 48                | –                 | –                 | 32                | –                 | –                 | 44                | | Dancing With The Devil... The Art Of Startng Over |
| "–" oznacza brak pozycji na liście              |      |                   |                   |                   |                   |                   |                   |                   |                   |                   |                   | |                                                   |

### Jako artysta gościnny
| Nazwa                                                               | Rok  | Najwyższa pozycja | Najwyższa pozycja | Najwyższa pozycja | Najwyższa pozycja | Najwyższa pozycja | Najwyższa pozycja | Najwyższa pozycja | Najwyższa pozycja | Najwyższa pozycja | Najwyższa pozycja | Certyfikat | Album                     |
| Nazwa                                                               | Rok  | US                | US Pop            | AUS               | CAN               | FRA               | GER               | IRL               | NZ                | SCO               | UK                | Certyfikat | Album                     |
| ------------------------------------------------------------------- | ---- | ----------------- | ----------------- | ----------------- | ----------------- | ----------------- | ----------------- | ----------------- | ----------------- | ----------------- | ----------------- | --- | ------------------------- |
| "We Rock" (among the cast of Camp Rock)                             | 2008 | 33                | –                 | –                 | –                 | –                 | –                 | –                 | –                 | –                 | 97                | | Camp Rock                 |
| "We'll Be a Dream" (We the Kings featuring Demi Lovato)             | 2010 | 76                | 23                | 36                | –                 | –                 | –                 | –                 | –                 | –                 | –                 | | Smile Kid                 |
| "It’s On" (among the cast of Camp Rock 2: The Final Jam)            | 2010 | –                 | –                 | –                 | –                 | –                 | –                 | –                 | –                 | –                 | –                 | | Camp Rock 2: Wielki Finał |
| "Somebody To You" (The Vamps featuring Demi Lovato)                 | 2014 | –[D]              | –                 | 14                | 68                | 153               | –                 | 10                | 17                | 1                 | 4                 | - RIAA: Złoto - ARIA: Platyna - BPI: Złoto - MC: Złoto - RMNZ: Złoto | Meet the Vamps            |
| "Up" (Olly Murs featuring Demi Lovato)                              | 2014 | –                 | –                 | 14                | –                 | 17                | –                 | 3                 | 9                 | 3                 | 4                 | - ARIA: 2x Platyna - BPI: Platyna - FIMI: Platyna - RMNZ: Platyna | Never Been Better         |
| "Irresistible" (Remix) (Fall Out Boy featuring Demi Lovato)         | 2015 | 48                | 23                | 104               | 82                | –                 | –                 | –                 | –                 | –                 | 70                | - RIAA: Platyna - BPI: Srebro | Make America Psycho Again |
| "Without A Fight" (Brad Paisley featuring Demi Lovato)              | 2016 | –[E]              | –                 | –                 | –                 | –                 | –                 | –                 | –                 | –                 | –                 | | –                         |
| "No Promises" (Cheat Codes featuring Demi Lovato)                   | 2017 | 38                | 7                 | 17                | 53                | 163               | 40                | 14                | 20                | 14                | 18                | - RIAA: Platyna - AFP: Platyna - ARIA: 3x Platyna - BEA: Złoto - BPI: Platyna - BVMI: Złoto - FIMI: Platyna - GLF: Platyna - IFPI DEN: Platyna - IFPI NOR: 2x Platyna - IRMA: Platyna - MC: 2x Platyna - RMNZ: Złoto - ZPAV: Platyna                                      | –                         |
| "Instruction" (Jax Jones featuring Demi Lovato & Stefflon Don)      | 2017 | –                 | –                 | 72                | –                 | 145               | 31                | 29                | –                 | 10                | 13                | - BPI: Platyna - BVMI: Złoto - FIMI: Złoto - ZPAV: Platyna | Snacks                    |
| "I Believe" (DJ Khaled featuring Demi Lovato)                       | 2018 | –                 | –                 | –                 | –                 | –                 | –                 | –                 | –                 | –                 | –                 | | W Pułapce Czasu           |
| "Fall In Line" (Christina Aguilera featuring Demi Lovato)           | 2018 | –[F]              | –                 | –                 | 97                | 130               | –                 | –                 | –                 | 56                | 99                | | Liberation                |
| "Solo" (Clean Bandit featuring Demi Lovato)                         | 2018 | 58                | 33                | 7                 | 14                | 4                 | 1                 | 1                 | 21                | 2                 | 1                 | - RIAA: Platyna - AFP: Platyna - ARIA: 2x Platyna - BEA: Platyna - BPI: 2x Platyna - BVMI: Platyna - FIMI: 2x Platyna - IFPI AUT: Platyna - IFPI DEN: Platyna - IFPI NOR: 3x Platyna - MC: 4x Platyna - PROMUSICAE: Platyna - RMNZ: Złoto - SNEP: Diament - ZPAV: Diament | What Is Love?             |
| "Monsters" (Remix) (All Time Low featuring Demi Lovato & Blackbear) | 2020 | 55                | 18                | –                 | –                 | –                 | –                 | –                 | –                 | –                 | –                 | - RIAA: Złoto | –                         |
| "–" oznacza brak pozycji na liście                                  |      |                   |                   |                   |                   |                   |                   |                   |                   |                   |                   | |                           |

### Single promocyjne
| Nazwa                                                          | Rok  | Najwyższa pozycja | Najwyższa pozycja | Najwyższa pozycja | Album                                                       |
| Nazwa                                                          | Rok  | US                | CAN               | UK                | Album                                                       |
| -------------------------------------------------------------- | ---- | ----------------- | ----------------- | ----------------- | ----------------------------------------------------------- |
| "Moves Me"                                                     | 2008 | –                 | –                 | –                 | –                                                           |
| "Send It On" (with Miley Cyrus, Jonas Brothers & Selena Gomez) | 2009 | 20                | –                 | –                 | –                                                           |
| "Gift of a Friend"                                             | 2009 | –                 | –                 | –                 | Tinker Bell and the Lost Treasure oraz Here We Go Again     |
| "Bounce" (with Jonas Brothers featuring Big Rob)               | 2009 | –                 | –                 | –                 | –                                                           |
| "Make a Wave" (feat. Joe Jonas)                                | 2010 | 84                | –                 | –                 | –                                                           |
| "Can't Back Down"                                              | 2010 | –                 | –                 | 178               | Camp Rock 2: Wielki Finał                                   |
| "Me, Myself and Time"                                          | 2010 | –[G]              | –                 | –                 | Słoneczna Sonny                                             |
| "I Hate You, Don't Leave Me"                                   | 2014 | –                 | –                 | –                 | Demi                                                        |
| "You Don't Do It For Me Anymore"                               | 2017 | –                 | –                 | –                 | Tell Me You Love Me                                         |
| "Sexy Dirty Love"                                              | 2017 | –                 | –                 | –                 | Tell Me You Love Me                                         |
| "Don't Go Breaking My Heart" (Q-Tip featuring Demi Lovato)     | 2018 | –                 | –                 | –                 | Revamp: Reimagining the Songs of Elton John & Bernie Taupin |
| "–" oznacza brak pozycji na liście                             |      |                   |                   |                   |                                                             |

## Inne piosenki na listach
| "Who Will I Be"                                        | 2008 | –[H] | 80 | –  | 169 | Camp Rock                 |
| "On the Line" (featuring Jonas Brothers)               | 2008 | 100  | –  | –  | –   | Don't Forget              |
| "One And The Same" (with Selena Gomez)                 | 2009 | 82   | –  | –  | –   | Disney Channel Playlist   |
| "Catch Me"                                             | 2009 | 89   | –  | –  | –   | Here We Go Again          |
| "Fix a Heart"                                          | 2011 | 69   | 78 | –  | –   | Unbroken                  |
| "Unbroken"                                             | 2011 | 98   | –  | –  | –   | Unbroken                  |
| "All Night Long" (featuring Timbaland & Missy Elliott) | 2011 | –[I] | –  | –  | –   | Unbroken                  |
| "Lightweight"                                          | 2011 | –[J] | –  | –  | –   | Unbroken                  |
| "Mistake"                                              | 2011 | –    | –  | 91 | –   | Unbroken                  |
| "Warrior"                                              | 2013 | –[K] | –  | –  | –   | Demi                      |
| "Heart By Heart"                                       | 2013 | –    | –  | –  | 115 | Dary anioła: Miasto kości |
| "–" oznacza brak pozycji na liście                     |      |      |    |    |     |                           |

## Teledyski
| Nazwa                                  | Rok  | Reżyser                        |
| -------------------------------------- | ---- | ------------------------------ |
| "Get Back"                             | 2008 | Philip Andelman                |
| "La La Land"                           | 2008 | Brendan Malloy, Tim Wheeler    |
| "Lo Que Soy"                           | 2009 | Edgar Romero                   |
| "Don't Forget"                         | 2009 | Robert Hales                   |
| "One and the Same"                     | 2009 | Allison Liddi-Brown            |
| "Here We Go Again"                     | 2009 | Brendan Malloy, Tim Wheeler    |
| "Send It On"                           | 2009 | Nieznany                       |
| "Gift of a Friend"                     | 2009 | Nieznany                       |
| "Bounce"                               | 2009 | JBD Productions Music          |
| "Remember December"                    | 2009 | Tim Wheeler                    |
| "We'll Be a Dream"                     | 2010 | Raul B. Fernandez              |
| "Make a Wave"                          | 2010 | Nieznany                       |
| "It’s On"                              | 2010 | Brandon Dickerson              |
| "Skyscraper"                           | 2011 | Mark Pellington                |
| "Give Your Heart a Break"              | 2012 | Justin Francis                 |
| "Heart Attack"                         | 2013 | Chris Applebaum                |
| "Made in the USA"                      | 2013 | Demi Lovato, Ryan Pallotta     |
| "Let it Go"                            | 2013 | Declan Whitebloom              |
| "Neon Lights"                          | 2013 | Ryan Pallotta                  |
| "Somebody to You"                      | 2014 | Emil Nava                      |
| "In Case"                              | 2014 | Nieznany                       |
| "Really Don’t Care"                    | 2014 | Ryan Pallotta                  |
| "Up"                                   | 2014 | Ben Turner, Gabe Turner        |
| "Nightingale"                          | 2014 | Black Coffee                   |
| "Cool for the Summer"                  | 2015 | Hannah Lux Davis               |
| "Confident"                            | 2015 | Robert Rodriguez               |
| "Waitin' For You"                      | 2015 | Black Coffee                   |
| "Irresistible"                         | 2016 | Wayne Isham                    |
| "Stone Cold"                           | 2016 | Patrick Ackerson               |
| "Without a Fight"                      | 2016 | Jeff Venable                   |
| "No Promises"                          | 2017 | Hannah Lux Davis               |
| "Instruction"                          | 2017 | Nieznany                       |
| "Sorry Not Sorry"                      | 2017 | Hannah Lux Davis               |
| "Tell Me You Love Me"                  | 2017 | Mark Pellington                |
| "Échame la Culpa"                      | 2017 | Nieznany                       |
| "I Believe"                            | 2018 | Hannah Lux Davis               |
| "Don't Go Breaking My Heart"           | 2018 | Nieznany                       |
| "Fall In Line"                         | 2018 | Luke Gilford                   |
| "Solo"                                 | 2018 | Jack Patterson, Grace Chatto   |
| "I Love Me"                            | 2020 | Hannah Lux Davis               |
| "I'm Ready"                            | 2020 | Jora Frantzis                  |
| "OK Not to Be OK"                      | 2020 | Hannah Lux Davis               |
| "OK Not to Be OK" (Duke & Jones Remix) | 2020 | Nieznany                       |
| "Commander in Chief"                   | 2020 | Director X                     |
| "What Other People Say"                | 2021 | Dano Cerny                     |
| "Dancing With The Devil"               | 2021 | Demi Lovato, Michael D. Ratner |